# Tádzsikisztán címere
Tádzsikisztán címerének közepén egy stilizált koronát és csillagokat ábrázolták, alatta – hóval borított – hegyek mögül a nap kel fel és bocsátja sugarait a koronára. Az egészet balról gyapotágakból, jobbról pedig búzakalászokból összeállított koszorú veszi körül, amelyet nemzeti színű szalag fog át. A címer alsó részén állványon fekvő nyitott könyvet ábrázolnak. A jelképet 1993. december 28-án fogadták el.